# Parlament Środkowoamerykański
Parlament Środkowoamerykański, Parlacen (hiszp. Parlamento Centroamericano; ang. Central American Parliament) – instytucja Systemu Integracji Środkowoamerykańskiej z siedzibą w mieście Gwatemala.

## Historia
Parlament został powołany w 8 października 1987 roku na mocy Traktatu Konstytucyjnego Parlamentu Środkowoamerykańskiego, a sesja inauguracyjna miała miejsce 28 października 1991.
W 2016 roku 27 września, z okazji 25-lecia, obrady miały miejsce w Pałacu Kongresowym, siedzibie Zgromadzenia Narodowego Nikaragui.

## Zadania
Celem tej instytucji jest analizowanie i udzielanie zaleceń w kwestiach politycznych, gospodarczych, społecznych i kulturowych będących przedmiotem wspólnego zainteresowania w regionie. Ma na celu ustawodawstwo, promowanie traktatów, konwencji, protokołów lub porozumień Ameryki Środkowej w sprawie integracji i innych kwestii wzmacniających zasady SICA: pokój, wolność, demokrację i rozwój regionu. Ma tym samym przyczynić się do stopniowej i postępującej budowy Unii Środkowoamerykańskiej i Republiki Dominikańskiej.
Proponuje projekty traktatów i umów, które będą negocjowane między krajami Ameryki Środkowej, które przyczynią się do zaspokojenia potrzeb tego obszaru i tych zaproponowanych przez SICA.

## Ordynacja
W parlamencie zasiada 120 deputowanych wybieranych z 6 państw członkowskich SICA. Parlamentarzyści są wybierani w wyborach bezpośrednich przez obywateli. Z każdego kraju wybieranych jest 20 posłów; zasiadają zgodnie z przynależnością partyjną. Każdy poseł zostaje wybrany wraz ze swoim zastępcą, który zastępuje go w przypadku nieobecności. Termin wyborów jest inny w danym państwie; odbywają się tego samego dnia co wybory prezydenckie. Do parlamentu należą także prezydenci i wiceprezydenci krajów członkowskich po ukończeniu kadencji.
Deputowani są wybierani w 6 z 8 państw SICA (Gwatemala, Panama, Dominikana, Nikaragua, Honduras, Salwador).

## Organy
- Zgromadzenie plenarne – najwyższy organ parlamentu, w którym zasiadają wszyscy deputowani
- Prezydium – organ kolegialny, który wykonuje decyzje wydane przez Zgromadzenie Plenarne, a jego zadaniem jest administracyjne kierowanie PARLACEN–em. Należy do niego Przewodniczący parlamentu wybierany przez Zgromadzenie Plenarne na dwuletnią kadencję. Obecnie jest nim Alfonso Fuentes Soria(inne języki), były wiceprezydent Gwatemali.
- Sekretariat – techniczny organ administracyjny.
- Obserwatorzy, którzy uczestniczą w działaniach PARLACEN-u, zgodnie z prawami i obowiązkami określonymi w regulaminie wewnętrznym oraz na warunkach, które w szczególny sposób są określone w konkretnej umowie. Status obserwatora posiadają: Maroko, Tajwan, Wenezuela, Portoryko i Meksyk[3].
- Komisje parlamentarne ds.:
  - Integracji, handlu i rozwoju gospodarczego
  - Kobiet, dzieci, młodzieży i rodziny
  - Stosunków międzynarodowych i kwestii migracyjnych
  - Polityki i spraw partyjnych
  - Edukacji, kultury, sportu, nauki i technologii
  - Makroekonomii i finansów
  - Rolnictwa, rybołówstwa, środowiska i zasobów naturalnych
  - Rozwoju gmin i aktywności obywatelskiej
  - Turystyki
  - Prawa i instytucji regionalnych
  - Zdrowia, ubezpieczeń społecznych, ludności oraz pracy i handlu
  - Bezpieczeństwa obywateli, pokoju i praw człowieka
  - Ludów tubylczych i ich potomków

Najważniejsze kwestie to: kryzys kawowy, migracja i przemoc ze względu na płeć.